# Persone di nome Eddie
| Questa pagina contiene informazioni ricavate automaticamente dalle voci biografiche con l'ausilio del template Bio e di un bot. L'aggiornamento è periodico e automatico e ricostruisce completamente la pagina. Se manca una persona in questa lista, sei pregato di non aggiungerla, ma accertati piuttosto che la sua voce biografica contenga il template Bio e che i dati anagrafici siano correttamente compilati. Se il template Bio manca, inseriscilo tu stesso o, in alternativa, metti l'avviso {{tmp\|Bio}} che ne segnala la mancanza. Se i dati riportati sono sbagliati, correggi direttamente la voce biografica; le modifiche saranno visibili in questa lista entro pochi giorni. Per chiarimenti vedi il progetto antroponimi. La lista contiene solo le 110 persone che sono citate nell'enciclopedia e per le quali è stato implementato correttamente il template Bio. Pagina aggiornata al 6 ago 2025. |

Questa è una lista di persone presenti nell'enciclopedia che hanno il nome Eddie, suddivise per attività principale.

## Allenatori di calcio(2)
- Eddie Hapgood, allenatore di calcio e calciatore inglese (Bristol, n. 1908 - Leamington Spa, † 1973)
- Eddie Magill, allenatore di calcio e ex calciatore nordirlandese (Carrickfergus, n. 1939)

## Allenatori di pallacanestro(2)
- Eddie Casiano, allenatore di pallacanestro e ex cestista portoricano (New York, n. 1972)
- Ed Gregory, allenatore di pallacanestro e dirigente sportivo statunitense (Memphis, n. 1931 - † 1995)

## Armonicisti(1)
- Eddie Mapp, armonicista statunitense (Social Circle - Atlanta, † 1931)

## Artisti marziali misti(1)
- Eddie Wineland, artista marziale misto statunitense (Houston, n. 1984)

## Attori(23)
- Eddie Albert, attore, showman e cantante statunitense (Rock Island, n. 1906 - Los Angeles, † 2005)
- Eddie Applegate, attore televisivo statunitense (Wyncote, n. 1935 - Los Angeles, † 2016)
- Eddie Baker, attore statunitense (Davis, n. 1897 - Hollywood, † 1968)
- Eddie Boland, attore statunitense (San Francisco, n. 1885 - Santa Monica, † 1935)
- Eddie Byrne, attore irlandese (Dublino, n. 1911 - Dublino, † 1981)
- Eddie Castrodad, attore statunitense (n. 1970)
- Eddie Cibrian, attore statunitense (Burbank, n. 1973)
- Eddie Constantine, attore e cantante statunitense (Los Angeles, n. 1917 - Wiesbaden, † 1993)
- Eddie Dean, attore e cantante statunitense (n. 1907 - Westlake Village, † 1999)
- Eddie Dunn, attore statunitense (Brooklyn, n. 1896 - Hollywood, † 1951)
- Eddie Gribbon, attore statunitense (New York, n. 1890 - Hollywood, † 1965)
- Eddie Hodges, attore statunitense (Hattiesburg, n. 1947)
- Eddie Jemison, attore statunitense (New Orleans, n. 1963)
- Eddie Jones, attore statunitense (n. 1934 - Los Angeles, † 2019)
- Eddie Kane, attore statunitense (Saint Louis, n. 1889 - Los Angeles, † 1969)
- Eddie Korbich, attore statunitense (Washington, n. 1960)
- Eddie Lyons, attore, regista e sceneggiatore statunitense (Beardstown, n. 1886 - Pasadena, † 1926)
- Eddie McClintock, attore statunitense (North Canton, n. 1967)
- Eddie Peng, attore taiwanese (Taiwan, n. 1982)
- Eddie Quillan, attore statunitense (Filadelfia, n. 1907 - Burbank, † 1990)
- Eddie Steeples, attore statunitense (Spring, n. 1973)
- Eddie Kaye Thomas, attore e doppiatore statunitense (New York, n. 1980)
- Nelson Villagra, attore cileno (El Carmen, n. 1937)

## Batteristi(1)
- Eddie Locke, batterista statunitense (n. 1930 - † 2009)

## Calciatori(18)
- Eddie Bovington, ex calciatore inglese (Londra, n. 1941)
- Eddie Clayton, ex calciatore inglese (Bethnal Green, n. 1937)
- Eddie Cliff, ex calciatore inglese (Liverpool, n. 1951)
- Eddie Gaven, ex calciatore statunitense (Hamilton Township, n. 1986)
- Eddie Hernández, calciatore honduregno (Trujillo, n. 1991)
- Eddie Hopkinson, calciatore e allenatore di calcio inglese (Wheatley Hill, n. 1935 - † 2004)
- Eddie Kelly, ex calciatore scozzese (Glasgow, n. 1951)
- Eddie Mizzi, ex calciatore maltese (n. 1936)
- Eddie Murphy, ex calciatore scozzese (Glasgow, n. 1934)
- Eddie Na, calciatore statunitense (n. 1996)
- Eddie Nolan, ex calciatore irlandese (Waterford, n. 1988)
- Eddie Roberts, calciatore panamense (Colón, n. 1994)
- Eddie Robinson, ex calciatore statunitense (Orlando, n. 1978)
- Eddie Salcedo, calciatore italiano (Genova, n. 2001)
- Eddie Segura, calciatore colombiano (Pereira, n. 1997)
- Eddie Colquhoun, calciatore scozzese (Prestonpans, n. 1945 - † 2023)
- Eddie Theobald, calciatore maltese (n. 1940 - † 2010)
- Eddie Vella, ex calciatore maltese (n. 1945)

## Cantanti(4)
- Eddie Butler, cantante israeliano (Dimona, n. 1971)
- Son House, cantante e chitarrista statunitense (Riverton, n. 1902 - Detroit, † 1988)
- Eddie Jefferson, cantante statunitense (Pittsburgh, n. 1918 - Detroit, † 1979)
- Eddie Razaz, cantante svedese (Stoccolma, n. 1988)

## Cantautori(3)
- Eddie DeLange, cantautore statunitense (New York, n. 1904 - Los Angeles, † 1949)
- Eddie Holman, cantautore e compositore statunitense (Norfolk, n. 1946)
- Eddie Meduza, cantautore, musicista e cantante svedese (Örgryte, n. 1948 - Nöbbele, † 2002)

## Cestisti(10)
- Eddie Fogler, ex cestista e allenatore di pallacanestro statunitense (Queens, n. 1948)
- Eddie Griffin, cestista statunitense (Filadelfia, n. 1982 - Houston, † 2007)
- Eddie Hughes, ex cestista statunitense (Greenville, n. 1960)
- Eddie Jones, ex cestista statunitense (Pompano Beach, n. 1971)
- Ed Nealy, ex cestista statunitense (Pittsburg, n. 1960)
- Eddie Phillips, ex cestista statunitense (Birmingham, n. 1961)
- Eddie Robinson, ex cestista statunitense (Flint, n. 1976)
- Lee Scruggs, ex cestista statunitense (Franklin, n. 1979)
- Eddie Shannon, ex cestista statunitense (Riviera Beach, n. 1977)
- Eddie Lee Wilkins, ex cestista e allenatore di pallacanestro statunitense (Cartersville, n. 1962)

## Chitarristi(2)
- Guitar Slim, chitarrista statunitense (Greenwood, n. 1926 - New York, † 1959)
- Eddie Ojeda, chitarrista statunitense (New York, n. 1955)

## Dirigenti sportivi(1)
- Eddie Niedzwiecki, dirigente sportivo, allenatore di calcio e ex calciatore gallese (Bangor, n. 1959)

## Doppiatori(1)
- Eddie Carroll, doppiatore e attore canadese (Smoky Lake, n. 1933 - Los Angeles, † 2010)

## Fumettisti(1)
- Eddie Campbell, fumettista e disegnatore scozzese (n. 1955)

## Giocatori di baseball(2)
- Eddie Murray, giocatore di baseball statunitense (Los Angeles, n. 1956)
- Eddie Rosario, giocatore di baseball portoricano (Guayama, n. 1991)

## Giocatori di football americano(11)
- Eddie Anderson, ex giocatore di football americano statunitense (Warner Robins, n. 1963)
- Eddie Brown, ex giocatore di football americano statunitense (Miami, n. 1962)
- Eddie Edwards, ex giocatore di football americano statunitense (Sumter, n. 1954)
- Eddie Goldman, giocatore di football americano statunitense (Washington, n. 1994)
- Eddie Hinton, ex giocatore di football americano statunitense (Lawton, n. 1947)
- Eddie Lee Ivery, ex giocatore di football americano statunitense (Contea di McDuffie, n. 1957)
- Eddie Jackson, giocatore di football americano statunitense (Lauderdale Lakes, n. 1993)
- Eddie Johnson, giocatore di football americano statunitense (Albany, n. 1959 - Cleveland, † 2003)
- Eddie Kennison, ex giocatore di football americano statunitense (Lake Charles, n. 1974)
- Eddie Lacy, ex giocatore di football americano statunitense (Geismar, n. 1990)
- Eddie Vanderdoes, giocatore di football americano statunitense (Auburn, n. 1994)

## Giornalisti(1)
- Eddie Ponti, giornalista, critico musicale e conduttore radiofonico italiano (Faenza, n. 1929 - Faenza, † 1992)

## Hockeisti su ghiaccio(1)
- Eddie Läck, hockeista su ghiaccio svedese (Norrtälje, n. 1988)

## Hockeisti su prato(1)
- Eddie Ockenden, hockeista su prato australiano (n. 1987)

## Musicisti(2)
- Eddie Ashworth, musicista, produttore discografico e docente statunitense (Inglewood)
- Eddie Daniels, musicista e compositore statunitense (New York, n. 1941)

## Ostacolisti(1)
- Eddie Lovett, ostacolista americo-verginiano (Miami, n. 1992)

## Pallavolisti(1)
- Eddie Rivera, pallavolista portoricano (Carolina, n. 1992)

## Pianisti(4)
- Eddie Boyd, pianista, chitarrista e compositore statunitense (Stovall, n. 1914 - Helsinki, † 1994)
- Eddie Costa, pianista e vibrafonista statunitense (Atlas, n. 1930 - New York City, † 1962)
- Eddie Duchin, pianista e direttore d'orchestra statunitense (Cambridge, n. 1909 - New York, † 1951)
- Eddie Palmieri, pianista e compositore statunitense (New York, n. 1936)

## Piloti motociclistici(1)
- Eddie Lawson, pilota motociclistico statunitense (Upland, n. 1958)

## Politiche(1)
- Eddie Bernice Johnson, politica e infermiera statunitense (Waco, n. 1935 - Dallas, † 2023)

## Poliziotti(1)
- Walter Eddie Cosina, poliziotto italiano (Norwood, n. 1961 - Palermo, † 1992)

## Pugili(2)
- Eddie Mustafa Muhammad, ex pugile, allenatore di pugilato e attore statunitense (New York, n. 1952)
- Eddie Perkins, pugile statunitense (Clarksdale, n. 1937 - Chicago, † 2012)

## Rapper(1)
- Aceyalone, rapper statunitense (Los Angeles, n. 1970)

## Rugbisti a 15(2)
- Eddie Jones, ex rugbista a 15, allenatore di rugby a 15 e dirigente sportivo australiano (Burnie, n. 1960)
- Eddie O'Sullivan, ex rugbista a 15, allenatore di rugby a 15 e docente irlandese (Youghal, n. 1958)

## Sassofonisti(3)
- Eddie Davis, sassofonista statunitense (New York, n. 1922 - Culver City, † 1986)
- Eddie Harris, sassofonista e pianista statunitense (Chicago, n. 1934 - Los Angeles, † 1996)
- Eddie Vinson, sassofonista statunitense (Houston, n. 1917 - Los Angeles, † 1988)

## Tennisti(2)
- Eddie Dibbs, ex tennista statunitense (Brooklyn, n. 1951)
- Eddie Edwards, ex tennista sudafricano (Johannesburg, n. 1956)

## Trombettisti(1)
- Eddie Calvert, trombettista britannico (Preston, n. 1922 - Harare, † 1978)

## Violinisti(1)
- Eddie South, violinista statunitense (Missouri, n. 1904 - † 1962)

## Wrestler(1)
- Eddie Dennis, wrestler e docente gallese (Swansea, n. 1986)